# 科林斯鎮區 (堪薩斯州奧斯伯恩縣)
科林斯鎮區（英語：Corinth Township）為美國堪薩斯州奧斯伯恩縣轄下的鎮區。2010年美国人口普查中該鎮區人口有52人。

## 地理
科林斯鎮區涵蓋總面積為91.93平方（35.49平方英里），其中91.78平方（35.44平方英里）為陸地，0.16平方（0.062平方英里）或0.17%為水域。海拔高度464（1,522英尺）。

## 人口統計
根據2010年美國人口普查，科林斯鎮區人口有52人，住房25戶，人口密度為0.56人/每平方公里。此鎮區居民之種族中，白人有52人，非裔美國人有0人，美洲原住民有0人，亞裔美國人有0人，太平洋島裔美國人有0人，其他種族有0人，混血種族則有0人。此外此鎮區有2人為西班牙裔或拉丁裔美國人。

## 交通

### 主要公路
- 181號堪薩斯州州道